# Ценгуун-хан
Ценгуун-хан (д/н—1686) — 7-й володар держави дзасакту-ханів монголів в Халхці у 1666—1686 роках.

## Життєпис
Третій син дзасакту-хана Норбо-хана. У 1661 році після смерті батька втрутився у боротьбуза владу. В ній також брали участь держави алтин-ханів, тушету-ханів і сецен-ханів. У 1666 році зумів повалити свого брата Вангчук-хан. Але це небуло визнано тушету-ханом Чахундорджем. З ним велася боротьба до 1677 року. Головною причиною протистояння було намагання останнього перебрати статус старшого хана Халхи, який зберігався за дзасакту-ханами.
У 1678 році почалося нове протистояння з алтин-ханом Лобсан-хунтайджі, якому зрештою 1682 року завдано поразку, а потім схоплено. У 1684 році почалися нові конфлікти з тушету-ханом, оскільки під час тривалих заворушень деякі нойоми і зайсани, підлегли Ценгуун-хана, втекли під владу Чахундорджа. Той відмовився віддавати їх. В новій війні Ценгуун-хан зазнав поразки і ймовірно загинув 1686 року. Владу й війну проти тушету-хана успадкував Шара-хан.